# OPN5
OPN5 (англ. Opsin 5) – білок, який кодується однойменним геном, розташованим у людей на короткому плечі 6-ї хромосоми. Довжина поліпептидного ланцюга білка становить 354 амінокислот, а молекулярна маса — 39 727.
| 10         |  | 20         |  | 30         |  | 40         |  | 50         |
| ---------- |  | ---------- |  | ---------- |  | ---------- |  | ---------- |
| MALNHTALPQ |  | DERLPHYLRD |  | GDPFASKLSW |  | EADLVAGFYL |  | TIIGILSTFG |
| NGYVLYMSSR |  | RKKKLRPAEI |  | MTINLAVCDL |  | GISVVGKPFT |  | IISCFCHRWV |
| FGWIGCRWYG |  | WAGFFFGCGS |  | LITMTAVSLD |  | RYLKICYLSY |  | GVWLKRKHAY |
| ICLAAIWAYA |  | SFWTTMPLVG |  | LGDYVPEPFG |  | TSCTLDWWLA |  | QASVGGQVFI |
| LNILFFCLLL |  | PTAVIVFSYV |  | KIIAKVKSSS |  | KEVAHFDSRI |  | HSSHVLEMKL |
| TKVAMLICAG |  | FLIAWIPYAV |  | VSVWSAFGRP |  | DSIPIQLSVV |  | PTLLAKSAAM |
| YNPIIYQVID |  | YKFACCQTGG |  | LKATKKKSLE |  | GFRLHTVTTV |  | RKSSAVLEIH |
| EEWE       |  |            |  |            |  |            |  |            |

A: Аланін

C: Цистеїн

D: Аспарагінова кислота

E: Глутамінова кислота

F: Фенілаланін

G: Гліцин

H: Гістидин

I: Ізолейцин

K: Лізин

L: Лейцин

M: Метіонін

N: Аспарагін

P: Пролін

Q: Глутамін

R: Аргінін

S: Серин

T: Треонін

V: Валін

W: Триптофан

Кодований геном білок за функціями належить до рецепторів, g-білокспряжених рецепторів, білків внутрішньоклітинного сигналінгу. 
Білок має сайт для зв'язування з хромофором. 
Локалізований у мембрані.